# Mycomya subfusca
Mycomya subfusca är en tvåvingeart som beskrevs av Freeman 1951. Mycomya subfusca ingår i släktet Mycomya och familjen svampmyggor. Inga underarter finns listade i Catalogue of Life.